# Sportler des Jahres 1950 (Schweiz)
Die besten Schweizer Sportler des Jahres 1950 wurden erstmals durch den Verband Schweizer Sportjournalisten (VSSJ) ausgezeichnet.
350 Mitglieder des VSSJ reichten eine Liste mit 25 Kandidaten ein. Danach erstellte eine neunköpfige Kommission zehn Vorschläge und 250 Journalisten stimmten über die Rangfolge ab.
Armin Scheurer erhielt am 3. März 1951 eine Goldmedaille und den Wanderpreis «Challenge de la Ville de Lausanne» am Sitz des Internationalen Olympischen Komitees in Lausanne. Der Stadtrat Graber hatte den Preis überreicht.

## Sportler des Jahres
| Rang | Sportler          | Sportart         | Punkte |
| ---- | ----------------- | ---------------- | ------ |
| 1    | Armin Scheurer    | Leichtathletik   | 1698   |
| 2    | Ferdinand Kübler  | Strassenradsport | 1492   |
| 3    | Walter Lehmann    | Kunstturnen      | 1459   |
| 4    | Alfred Bickel     | Fussball         | 1358   |
| 5    | Josef Stalder     | Kunstturnen      | 1289   |
| 6    | Hugo Koblet       | Strassenradsport | 1259   |
| 7    | Georges Schneider | Ski Alpin        | 1197   |
| 8    | Fritz Schwab      | Leichtathletik   | 0982   |
| 9    | Hans Kalt         | Rudern           | 0976   |
| 10   | Max Schachenmann  | Segelfliegen     | 0976   |

Quelle: